# Короткоухая песчанка
Короткоухая песчанка (лат. Desmodillus auricularis) — вид грызунов подсемейства песчанковых семейства мышиных.

## Описание
Длина тела от 90 до 125 мм, длина хвоста от 81 до 100 мм, длина стопы 25 до 28 мм, длина ушей от 11 до 13 мм и масса тела до 70 г. Окрас верхней стороны тела от оранжевого до красновато-коричневого цвета, с белым пятном за каждым ухом. Брюхо и ноги белые. Уши короткие и розовые. Ноги покрыты волосами. Хвост короче, чем голова и тело и густо покрыт волосками, без пучка на конце. Самки имеют две пары грудных и две пары паховых молочных желёз. Число хромосом 2n = 52.
Зубная формула: {\displaystyle I{1 \over 1}C{0 \over 0}P{0 \over 0}M{3 \over 3}=16}.

## Распространение
Этот вид широко распространён в Южной Африке (Ангола, Ботсвана, Намибия, ЮАР). Этот вид встречается на засушливых гравийных равнинах и в областях плотного песка, но не найден в областях дюн из рыхлого песка.

## Поведение
Этот вид наземный, ведёт ночной образ жизни. Норы простые, длиной не более 2 метров. Питается семенами трав, кустарников и деревьев, которые запасает в норах. Также питается насекомыми, такими как саранча и кузнечики.

## Размножение и развитие
Самки приносят от 1 до 7 детёнышей несколько раз в году, после беременности длиной 21—35 дней. При рождении вес 4 грамма, детёныши открывают глаза в 22 дня и в 33 дня перестают питаться молоком.

## Угрозы и охрана
Этому виду ничто не угрожает. Он встречается на нескольких природоохранных территориях.